# Pansuderivata
Inom matematiken är Pansuderivatan, introducerad av Pierre Pansu (1989) en derivata på en Carnotgrupp.